# Communes de la province de Trapani
- Haut – A
- B
- C
- D
- E
- F
- G
- H
- I
- J
- K
- L
- M
- N
- O
- P
- Q
- R
- S
- T
- U
- V
- W
- X
- Y
- Z

## A
- Alcamo

## B
- Buseto Palizzolo

## C
- Calatafimi-Segesta
- Campobello di Mazara
- Castellammare del Golfo
- Castelvetrano
- Custonaci

## E
- Erice

## F
- Favignana

## G
- Gibellina

## M
- Marsala
- Mazara del Vallo
- Misiliscemi

## P
- Paceco
- Pantelleria
- Partanna
- Petrosino
- Poggioreale

## S
- Salaparuta
- Salemi
- San Vito Lo Capo
- Santa Ninfa

## T
- Trapani

## V
- Valderice
- Vita